# Gewone bloemvlieg
De gewone bloemvlieg (Chirosia betuleti) is een vliegensoort uit de familie van de bloemvliegen (Anthomyiidae). De wetenschappelijke naam van de soort is voor het eerst geldig gepubliceerd in 1935 door Ringdahl.